# Anna Jablonowska
Anna Jabłonowska (en polonès Anna z Jabłonowskich) va néixer a Cracòvia (Polònia) el 1660 i va morir a la població francesa de Chambord el 29 d'agost de 1727. Era una noble polonesa filla d'Estanislau Joan Jablonowski (1634-1702) i de Marianna Kazanowska (1643-1687).

## Matrimoni i fills
El 15 de febrer de 1676 es va casar a Cracòvia amb Rafaeł Leszczyński (1650-1703), fill del comte de Leszno Boguslau Leszczyński (1614-1659) i d'Anna Dönhoff (1621-1655). Fill d'aquest matrimoni és:
- Estanislau I de Polònia (1677-1766), que esdevindria rei de Polònia, casat amb Caterina Opalińska (1680-1747), una filla del qual, Maria esdevindria reina de França en casar-se amb Lluís XV de França[2]